# Ibou Touray
Ibou Omar Touray (ur. 24 grudnia 1994 w Liverpoolu) – gambijski piłkarz grający na pozycji lewego obrońcy. Od 2017 jest zawodnikiem klubu Salford City.

## Kariera piłkarska
Swoją piłkarską karierę Touray rozpoczynał w 2011 roku w juniorach Evertonu. W 2014 roku został zawodnikiem grającego w Conference National, Chester. Swój debiut w nim zaliczył 16 września 2014 w zwycięskim 2:0 domowym meczu z Southport. W Chester grał przez rok.
W lipcu 2015 Touray został zawodnikiem waljskiego Rhyl. Swój debiut w walijskiej ekstraklasie zaliczył 21 sierpnia 2015 w zremisowanym 1:1 domowym meczu z Bangor City. Zawodnikiem Rhyl był przez rok, a w sezonie 2016/2017 występował na poziomie siódmej ligi w amatorskim Nanwich Town.
Latem 2017 Touray przeszedł do występującego w National League, Salford City. Swój debiut w nim zanotował 5 sierpnia 2017 w przegranym 0:2 domowym meczu z Darlington. W sezonie 2017/2018 awansował z Salford City na piąty poziom rozgrywkowy, a w sezonie 2018/2019 do EFL League Two.
| Sezon   | Klub          | Kraj   | Rozgrywki           | Mecze | Gole |
| ------- | ------------- | ------ | ------------------- | ----- | ---- |
| 2014/15 | Chester       | Anglia | Conference National | 19    | 0    |
| 2015/16 | Rhyl          | Walia  | Cymru Premier       | 29    | 2    |
| 2016/17 | Nantwich Town | Anglia | Northern Premier    | ?     | ?    |
| 2017/18 | Salford City  | Anglia | National League     | 39    | 0    |
| 2018/19 | Salford City  | Anglia | National League     | 45    | 2    |
| 2019/20 | Salford City  | Anglia | League Two          | 35    | 4    |
| 2020/21 | Salford City  | Anglia | League Two          | 46    | 1    |

## Kariera reprezentacyjna
W reprezentacji Gambii Touray zadebiutował 9 czerwca 2015 w zremisowanym 1:1 towarzyskim meczu z Ugandą, rozegranym w Kampali. W 2022 roku został powołany do kadry na Puchar Narodów Afryki 2021. Rozegrał na nim cztery mecze: grupowe z Mauretanią (1:0), z Mali (1:1) i z Tunezją (1:0) i ćwierćfinałowy z Kamerunem (0:2).